# Арнольд Боде
А́рнольд Бо́де (нім. Arnold Bode; 23 грудня 1900, Кассель — 3 жовтня 1977, Кассель) — німецький художник, живописець, дизайнер, університетський викладач та педагог. 
Боде заснував documenta — світову виставку сучасного мистецтва, яка проходить в Касселі. 
«... але ми думаємо, що можна спробувати щось нове» (Арнольд Боде 1964).

## Біографія

### 1900–1933
Арнольд Боде був найстаршим з чотирьох синів Йоганни та Ніколауса Боде. Обидвоє батьків були родом з Айхсфельда та займались теслярством у північному районі міста, спеціалізуючись на виробництві меблів.
З 1907 по 1911 рік Боде відвідував народну школу, а з 1911 року — гімназію. У 1918 році він був призваний до армії у 17-річному віці. Військова служба Боде завершилась із закінченням Першої світової війни.
З 1919 по 1924 рік Боде вивчав живопис та графіку в Кассельській мистецькій академії. Своє навчання Боде закінчив у 1924 році, здавши державний екзамен як викладач рисунку. Його обрати Тео (1905) та Пауль Боде (1903–1978) були архітекторами та заснували своє архітектурне бюро в Касселі. Наймолодший брат Арнольда – Еґон – вивчився на інженера та теслю, а з 1936 року став співвласником батьківської фірми. 
У 1925 році Боде здійснив навчальну поїздку в Францію, де вправлявся в рисунку у музеях Парижа, Бандоля та південної Франції. У тому ж році він співзаснував такі художні спілки як «Кассельська сецесія» та «П'ятірка». З цими спілками він організував декілька міжнародних художніх виставок у 1922, 1925, 1927 та 1929 роках у Кассельському замку «Оранжерея».
У 1926 році Боде заснував власне ательє у батьківському будинку, де працював вільним художником та графіком, та давав уроки малювання.
У 1929 році Боде вступив у СДП. Протягом усього свого життя він залишався «соціал-демократом всією душею і серцем».
У 1930 році Боде одружився з Марі-Луїзою Кауфманн (1908), яка походила з Саверна в Ельзасі. Для Боде і його друзів вона була просто «Марлоу».
У 1930 році Боде отримав посаду доцента Державного виробничого семінару в Берліні. З 1931 року Боде був заступником директора цього семінару та переселився з Марлоу до Берліна. У 1931 році народилася донька Ева Рене Неле. 
1 травня 1933 року Боде був звільнений зі своєї посади через свої політичні переконання та прогресивні навчальні методи. Він був дійсним членом Німецької спілки художників та брав участь у її виставці у Гамбурзькій спілці художників 1936 року, яка була закрита 10 днів по тому. Опісля Боде було заборонено працювати художником, тому що його мистецтво вважалось дегенеративним.

### 1934–1945
У 1934 році Боде разом з сім'єю повернувся в Кассель. З того часу він працював, як він сам писав, «натемно». Боде співпрацював над деякими проєктами у архітектурному бюро своїх братів, також робив та продавав ескізи меблів під іншим іменем. 
У 1937 році народився син Петер Маттіас. Боде відвідав Париж та побачив картину Пабло Пікасо «Герніка» у барселонському павільйоні всесвітньої виставки. Ця робота додавала йому сили; Боде схарактеризував її як «знак для всіх борців опору». Під час однієї з подорожей до Женеви розпочалась Друга світова війна і державні органи призвали його на військову службу. На основі освіти Боде працював над будівництвом солдатських містечок. 
На знак закінчення війни та розпаду фашистського режиму в 1945 році Боде написав: «Нацистські злочинці знищені». Поблизу Тіттмонінга біля Зальцбурга Боде був американським військовополоненим. Після того як його відпустили, Боде прийшов назад до Касселя пішки. Тим часом його сім'я була евакуйована в бараки у Гребенштайні, де він з нею знову зустрівся.

### 1945–1977
Після Другої світової війни Боде був обраний першим головою «Гессенської сецесії» (1946–1948). У 1948 році Боде знову заснував Касселівську художню академію разом з своїми друзями-художниками з 1920-х років, яка була закрита у 1932 році.
У руїнах майже повністю зруйнованого, колишнього міста-резиденції Кассель Боде розробив плани проектів великої міжнародної художньої виставки, яка була доповненням до Федеральної садової виставки в 1955 році. Разом з друзями і колегами-художника Боде заснував Товариство західного мистецтва XX ст. Йому вдалося залучити достатньо державних грошей і підтримку для амбітного проекту.

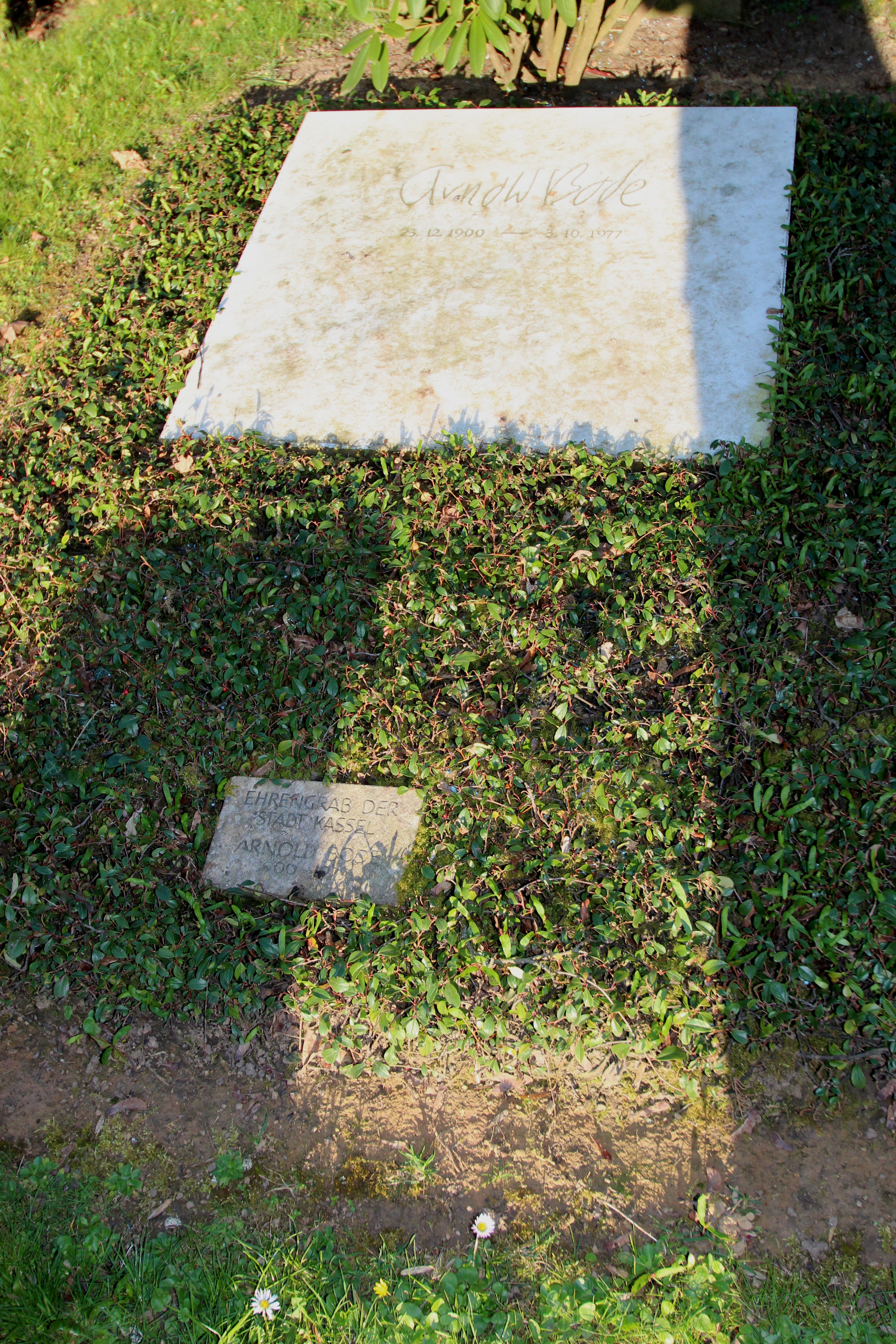
Почесна могила Арнольда Боде (Головний цвинтар Касселя)

Боде мав намір інтегруватися до міжнародного мистецтва та надолужити «втрачені роки» націонал-соціалізму. documenta відбулася з 15 по 18 липня 1955 року паралельно з Федеральню садовою виставкою і мала величезний успіх. 
Боде вдалося зробити documenta найвизначнішою міжнародною виставкою сучасного мистецтва. З 1959 по 1964 року він був одноосібним керівником виставок documenta II und documenta III. У 1968 році для 4. documenta була сформована documenta—рада з 23 осіб, де Боде був рівноправним членом. У 1972 році Боде належав до робочої групи documenta (documenta 5), а у 1977 році до комітету documenta (documenta 6).
У 1974 році Боде отримав Орден «За заслуги перед Федеративною Республікою Німеччина» за життєві заслуги. 
Боде малював та рисував, був викладачем мистецтва та, в першу чергу, розробляв меблі та виставкові стенди у 1950-х роках. Все своє життя він залишався візіонером та активістом. Він завжди дивував своє оточення, політиків та адміністративні органи Касселя новими ідеями, пропозиціями щось покращити та дизайнерськими пропозиціями художнього, архітектурного та містобудівного характеру.
«Ми повинні завтра починати…» (Боде 1977).
Арнольд Боде помер 3 жовтня 1977 року в своєму рідному місті Кассель, на наступний день після закінчення шостої виставки documenta.

## Художник та дизайнер
Хоча Боде в основному відомий як куратор, викладач та дизайнер, він також, наскільки дозволяв йому час, працював як художник та живописець. На жаль, майже нічого не збереглося з його ранніх робіт, так як майже весь його художній архів згорів з його квартирою під час бомбардування 1944 року.

## documenta
Боде вважається засновником виставки сучасного мистецтва documenta, хоча вона ніколи не була тільки його роботою. Проте, безумовно, Боде був генератором ідеї, візіонером та головним двигуном, без якого documenta ніколи не існувала б. З 1955 по 1968 рік Боде був художнім керівником виставок documenta; у 1972 році відбулася зміна поколінь — documenta 5 очолив Гаральд Зееманн. 

## Відзнаки
- 1974: Орден «За заслуги перед Федеративною Республікою Німеччина» за життєві заслуги
- 1975: Мистецька нагорода Європейської спілки художників та IKI e.V